# Desmanthus fruticosus
Desmanthus fruticosus är en ärtväxtart som beskrevs av Joseph Nelson Rose. Desmanthus fruticosus ingår i släktet Desmanthus och familjen ärtväxter. Inga underarter finns listade i Catalogue of Life.

## Bildgalleri

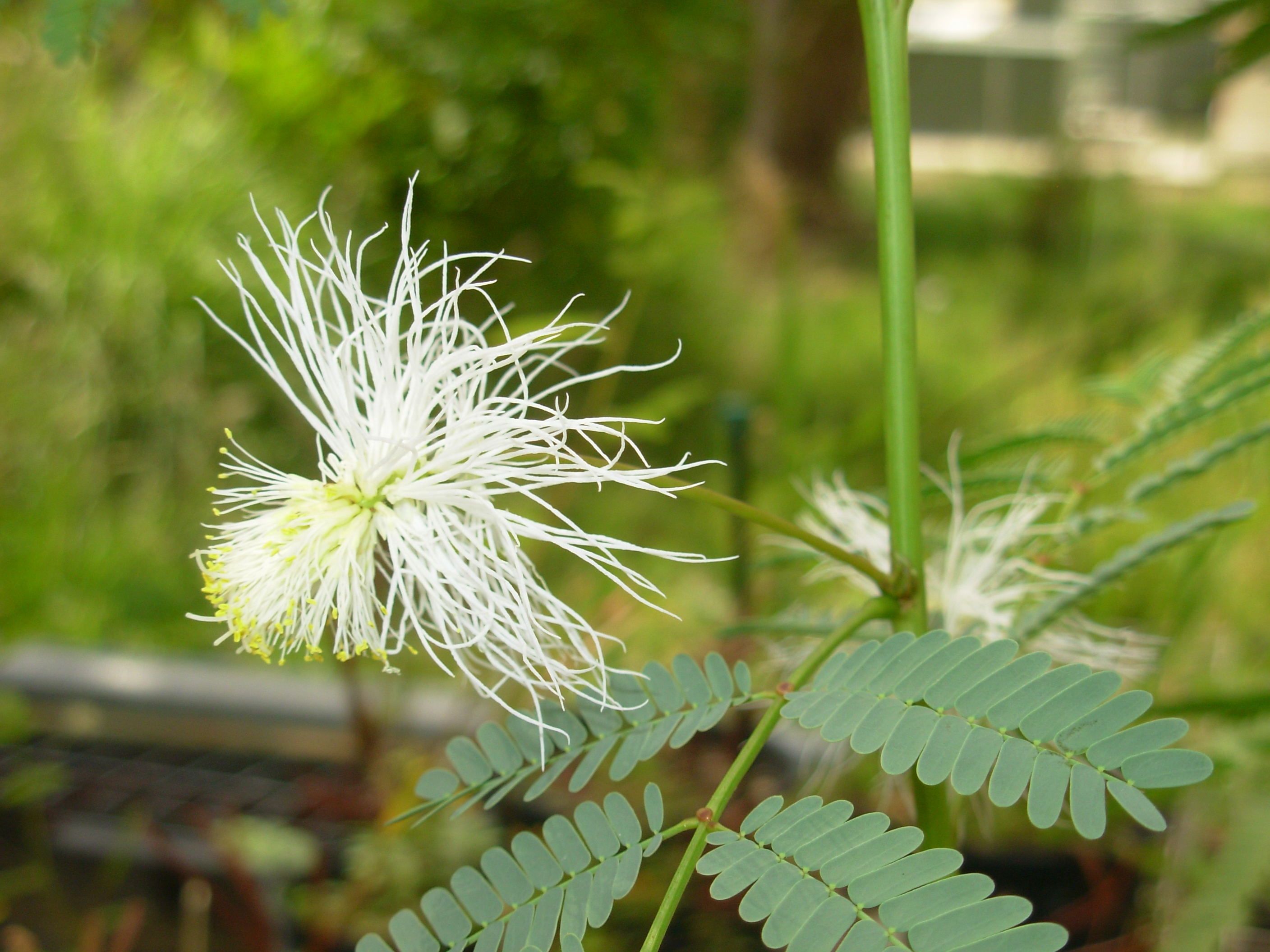
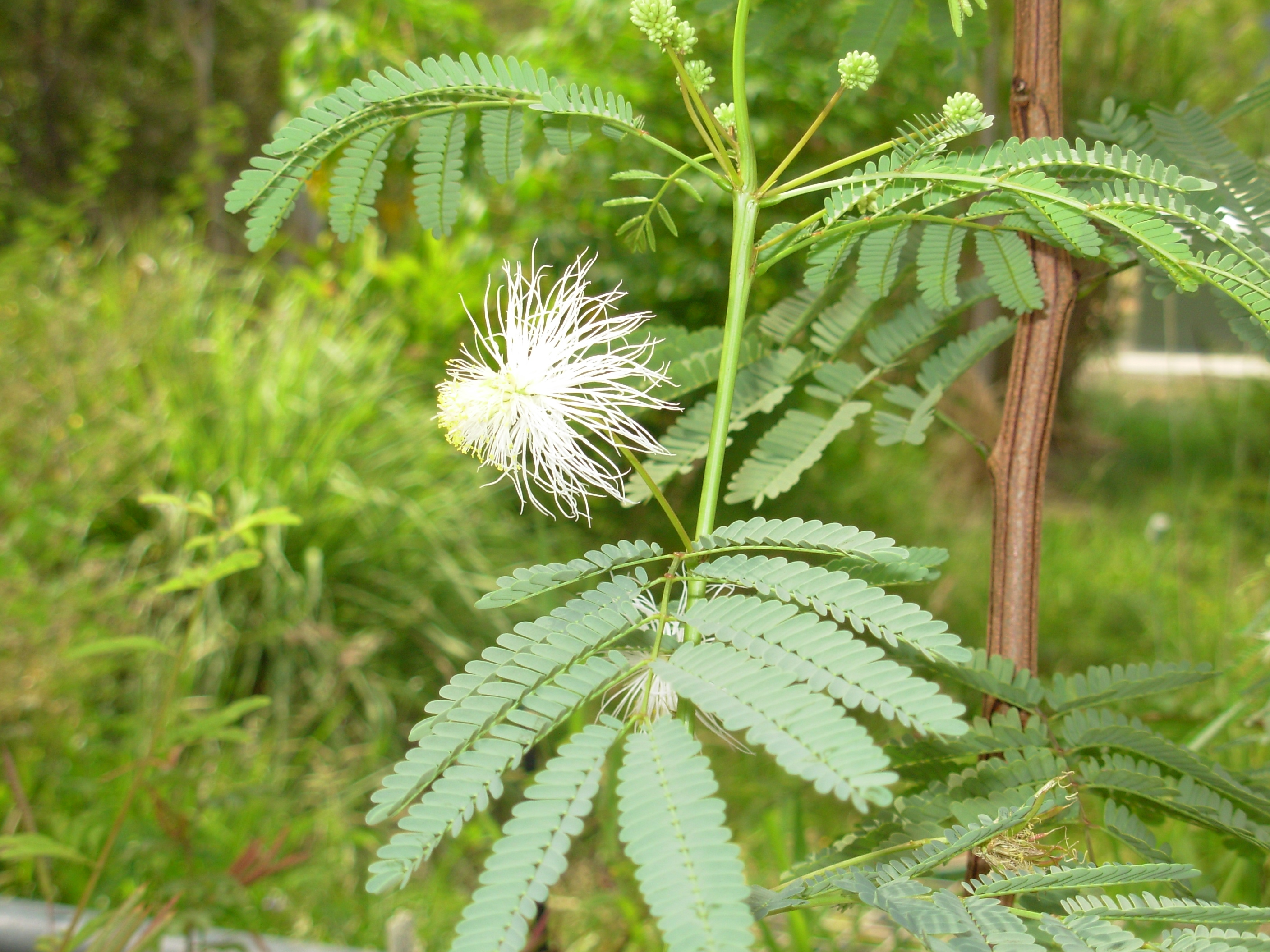
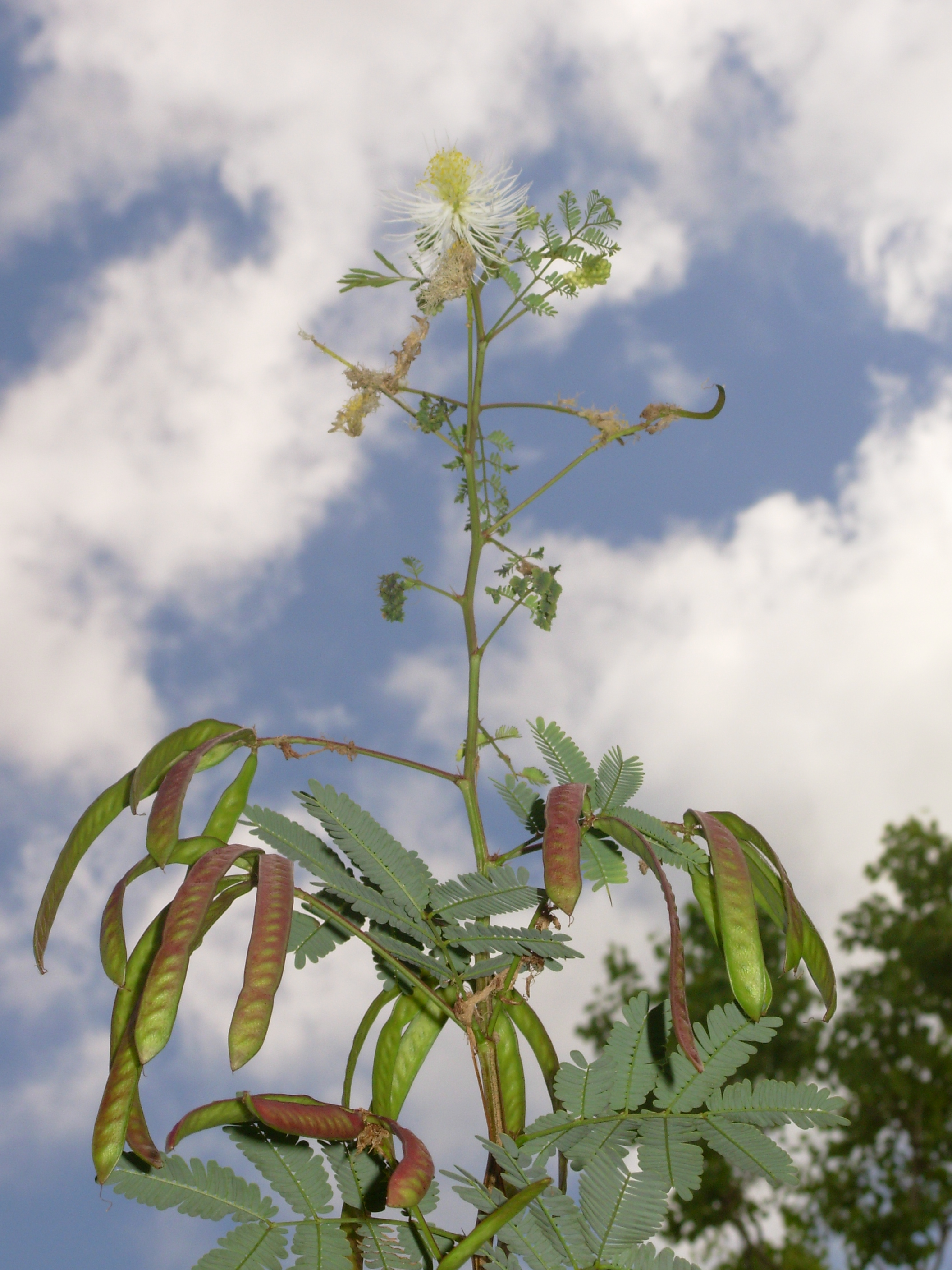